# I Hear Black
I Hear Black – szósty album studyjny amerykańskiej grupy muzycznej Overkill. Wydawnictwo ukazało się 9 marca 1993 roku nakładem wytwórni muzycznej Atlantic Records. Płyta dotarła do 122. miejsca na liście Billboard 200 w Stanach Zjednoczonych. Nagrania zostały zarejestrowane w Pyramid Sound w Ithaca w stanie Nowy Jork w USA.

## Lista utworów
Opracowano na podstawie materiału źródłowego.
1. "Dreaming in Columbian" – 4:00
2. "I Hear Black" – 5:37
3. "World of Hurt" – 5:19
4. "Feed My Head" – 5:36
5. "Shades of Grey" – 5:19
6. "Spiritual Void" – 5:13
7. "Ghost Dance" – 1:46
8. "Weight of the World" – 4:07
9. "Ignorance and Innocence" – 5:00
10. "Undying" – 5:25
11. "Just Like You" – 4:13

## Twórcy
Opracowano na podstawie materiału źródłowego.
| - D.D. Verni – gitara basowa, wokal wspierający - Bobby "Blitz" Ellsworth – wokal prowadzący - Merrit Gant – gitara, wokal wspierający - Rob Cannavino – gitara, wokal wspierający - Tim Mallare – perkusja - Alex Perialas – produkcja muzyczna, inżynieria dźwięku | - Rob Hunter – inżynieria dźwięku - Tom Coyne – mastering - Larry Freemantle – kierownictwo artystyczne - Mikel – okładka - Danny Clinch – zdjęcia - Amy Guip – zdjęcia |